# Pholcophora
Pholcophora is een geslacht van spinnen uit de familie trilspinnen (Pholcidae).

## Soorten
Het geslacht kent de volgende soorten:
- Pholcophora americana Banks, 1896
- Pholcophora bahama Gertsch, 1982
- Pholcophora juruensis Mello-Leitão, 1922
- Pholcophora maria Gertsch, 1977
- Pholcophora mexcala Gertsch, 1982
- Pholcophora texana Gertsch, 1935